# Солунски еялет
Солунският еялет (на османски турски: ایالت سلانیك; на турски: Selanik Eyaleti) е еялет в Османската империя. Център на еялета е град Солун. Солунският еялет е създаден в 1826 година с част от територията на Румелийския еялет, чийто граници са намалени. Съществува от 1826 до 1867 година, когато Османската империя унифицира административното си разделение с употребата на вилаетите и е създаден Солунски вилает.

## Валии[3]
Солунски еялет
| Име                                           | Години                         |
| --------------------------------------------- | ------------------------------ |
| Мехмед паша Силахдар                          | април 1765 – ?                 |
| ?                                             |                                |
| Халил паша Иваззаде                           | септември 1775 – август 1777   |
| ?                                             |                                |
| Ибрахим Хилми паша                            | юли 1807 – декември 1807       |
| ?                                             |                                |
| Ибрахим паша Сирозлу                          | 1834/1835 - ?                  |
| ?                                             |                                |
| Мехмед Хасиб паша                             | септември 1839 – февуари 1840  |
| Мехмед Емин Али паша                          | февуари 1840 – юли 1840        |
| Йомер паша Къзълхисарлъ                       | юли 1840 – юли 1843            |
| Ибрахим паша Сирозлу                          | юли 1843 – октомври 1843       |
| Мехмед Васъф паша Гюрчю                       | октомври 1843 – септември 1845 |
| Мехмед Салих паша Гюмрюкчю                    | септември 1845 – април 1846    |
| Якуб паша Кара Османзаде                      | април 1846 – май 1847          |
| Деде Мустафа Хъфзи паша                       | май 1847 – септември 1848      |
| Сами паша Ебубекир Егрибозлу                  | септември 1848 – август 1849   |
| Хасан Риза паша Джихан Сераскери              | август 1849 – юли 1850         |
| Якуб паша Кара Османзаде                      | юли 1850 – ноември 1851        |
| Юсуф Съдък Мехмед паша Джелатзаде/Евреносзаде | ноември 1851 – май 1853        |
| Мехмед Салих паша Гюмрюкчю                    | май 1853 – юли 1853            |
| Рюстем паша Ебубекир                          | август 1853 – февруари 1854    |
| Мехмед Решид паша Бошнакзаде                  | февруари 1854 – юли 1854       |
| Мазхар Осман паша Арнавуд                     | юли 1854 – септември 1855      |
| Мустафа Нури паша Съркатиби                   | септември 1855 – май 1856      |
| Ахмед Назър паша                              | май 1856 – май 1857            |
| Абди паша                                     | 1857                           |
| Мехмед Веджихи паша Йозгатли                  | октомври 1857 – септември 1858 |
| Мехмед Саид паша Мирза/Татар                  | ноември 1858 – август 1859     |
| Исмаил Рахми паша Тепеделенлизаде             | август 1859 – януари 1860      |
| Мехмед Акиф паша Арнавуд                      | януари 1860 – януари 1865      |
| Хюсеин Хюсню паша                             | януари 1865 – декември 1866    |
| Ахмед Ала бей                                 | 1867                           |